# Margarete Steffin
Margarete Steffin (født 21. marts 1908 i Rummelsburg, (i dag Berlin), død 4. juni 1941 i Moskva) var en tysk skuespillerinde og forfatter.

## Liv og karriere
Grete Steffin voksede op i Berlins arbejdermiljø. Hun fik ansættelse som bud og arbejdede sig op til en stilling som revisor. Hun var som ung aktivt involveret i den kommunistiske ungdomsbevægelse Kommunistischer Jugendverband Deutschlands. Hun skrev sine første tekster til agitprop-arbejde og optrådte i arbejderteatre.
Et tæt samarbejde og romantisk forhold til Bertolt Brecht udviklede sig i begyndelsen af 1930'erne. Brecht værdsatte hendes proletariske erfaringer og inkluderede dem i sit arbejde, såsom Die Mutter efter Maksim Gorkys forlæg. Hun blev også navngivet som medforfatter i Brechts andre værker.
I forbindelse med den nazistiske magtovertagelse drog Steffin i 1933 i eksil til Danmark sammen med Brecht og hans hustru Helene Weigel. Hun blev i 1936 gift med den danske journalist Svend Jensen Juul i et proformaægteskab for at få dansk indfødsret. I 1939/1940 flygtede den "brechtianske storfamilie", som nu også omfattede Brechts nye danske elskerinde Ruth Berlau, via Sverige og Finland til Sovjetunionen for derfra at emigrere til USA. Kort før gruppens afrejse blev Steffin, der i flere år havde lidt af tuberkulose, alvorligt syg og døde i Moskva.
Da Brecht forsøgte at få visum for hende til USA i 1940, beskrev han hende som sin nærmeste kollega: "Faktisk er det kun hende, der kan overskuer mine tusindvis af manuskriptark." Steffin førte næsten al korrespondance med forlag og venner, omskrev Brechts tekster, var også en kritisk anmelder, og organiserede Brechts digte. Da Steffin døde, var Brecht ude af stand til at arbejde i over et år. Brechts digt Nach dem Tod meiner Mitarbeiterin M.S. henviser til Margarete Steffin, hvori hendes betydning for Brechts arbejde fremhæves.

## Hæder
En gade i Berlin-Mitte opkaldt efter Margarete Steffin i i 2001 er beliggende tæt ved Deutschen Theater og Brechts lejlighed på Chausseestrasse. Et voksenuddannelsescenter på Paul-Junius-Straße 68 i bydelen Fennpfuhl i Berlin hedder Margarete-Steffin-Volkshochschule .